# Accord de libre-échange entre Israël et la Turquie
L'accord de libre-échange entre Israël et la Turquie est un accord de libre-échange signé le 14 mars 1996 et entré en application le 1er mai 1997. L'accord inclut tant des baisses de droits de douane, mais aussi des suppressions de barrières non tarifaires, des mesures phytosanitaires, sur les marchés publics, la propriété intellectuelle, etc.